# Télescope Viper
Le télescope Viper (Viper telescope) est un radiotélescope situé à la base antarctique Amundsen-Scott, en Antarctique. Il était principalement utilisé pour caractériser les anisotropies du fond diffus cosmologique.